# On Your Radar
On Your Radar é o quarto álbum de estúdio da banda britânica The Saturdays, lançado em 21 de Novembro de 2011. Como a música atual está em uma era mais voltada ao electro pop e eletrônica, o grupo não poderia deixar passar e aproveitaram bem as batidas. A banda britânica confirmou em uma entrevista que seu quarto álbum tem influências das cantoras Britney Spears e Katy Perry. 

## Faixas

### Edição padrão
| Standart Edition |                                             |                                                                                    |                               |         |  |
| N.º              | Título                                      | Compositor(es)                                                                     | Produtor(es)                  | Duração |  |
| 1.               | "All Fired Up"                              | Tim Deal, Brian Higgins, Matt Gray, Annie Yuill, Nick Dresti, Miranda Cooper, MNEK | Xenomania, Space Cowboy, MNEK | 3:13    |  |
| 2.               | "Notorious"                                 | Ina Wroldsen, Steve Mac                                                            | Mac                           | 3:12    |  |
| 3.               | "Faster"                                    | Wroldsen, Mac                                                                      | Mac                           | 3:54    |  |
| 4.               | "My Heart Takes Over"                       | Wroldsen, Mac                                                                      | Mac                           | 4:06    |  |
| 5.               | "Get Ready, Get Set"                        | The Saturdays, Higgins, Cooper, Nicolas Dresti, MNEK, Tim Deal, Gray               | Xenomania                     | 3:28    |  |
| 6.               | "The Way You Watch Me" (feat. Travie McCoy) | Tanya Lacey, Lucas Secon, Carsten Mortensen                                        | Lucas Secon                   | 3:29    |  |
| 7.               | "For Myself"                                | The Saturdays, David Eriksen, Viktoria Hansen, Thomas Eriksen                      | David Eriksen                 | 3:24    |  |
| 8.               | "Do What You Want With Me"                  | Jarrad Rogers, Bryn Christopher                                                    | Rogers                        | 3:37    |  |
| 9.               | "Promise Me"                                | The Saturdays, Steve Daly & Jon Keep, Ali Tennant                                  | Tracklacers                   | 3:22    |  |
| 10.              | "Wish I Didn't Know"                        | The Saturdays, Daly, Keep, Tennant                                                 | Charlie Holmes                | 3:42    |  |
| 11.              | "White Lies"                                | Wroldsen, Carl Falk, Rami Yacoub                                                   | Falk, Yacoub                  | 4:02    |  |
| 12.              | "Last Call"                                 | Una Healy, Holmes, Lucie Silvas                                                    | Holmes                        | 3:57    |  |
| Duração total:   | Duração total:                              | Duração total:                                                                     | Duração total:                | 41:26   |  |

| UK Bonus Tracks |                |                                             |                |         |  |
| N.º             | Título         | Compositor(es)                              | Produtor(es)   | Duração |  |
| 13.             | "I Say OK"     | The Saturdays, David Eriksen, Nina Woodford | David Eriksen  | 3:47    |  |
| 14.             | "Move On U"    | The Saturdays, The Alias                    | The Alias      | 3:24    |  |
| Duração total:  | Duração total: | Duração total:                              | Duração total: | 47:97   |  |

| iTunes Bonus Track |                                                   |         |  |
| N.º                | Título                                            | Duração |  |
| 14.                | "My Heart Takes Over" (Radio Edit)                | 3:46    |  |
| 15.                | "On Your Radar - The Making Of The Album" (Video) | 12:02   |  |
| 16.                | "Notorious" (Music Video)                         | 3:25    |  |
| 17.                | "All Fired Up" (Music Video)                      | 3:24    |  |
| 18.                | "My Heart Takes Over" (Music Video)               | 3:44    |  |
| Duração total:     | Duração total:                                    | 73:38   |  |